# Amphisbaena bakeri
Amphisbaena bakeri este o specie de reptile din genul Amphisbaena, familia Amphisbaenidae, ordinul Squamata, descrisă de Stejneger 1904. Conform Catalogue of Life specia Amphisbaena bakeri nu are subspecii cunoscute.